# Fuentes yucatan
Fuentes yucatan är en spindelart som beskrevs av Ruiz, Brescovit 2007. Fuentes yucatan ingår i släktet Fuentes och familjen hoppspindlar. Inga underarter finns listade i Catalogue of Life.